# Соединения европия
Соединения европия включают в себя неорганические и органические соединения, образованные металлом семейства «лантаноиды» — европием (хим. формула — Eu).
В данных соединениях европий имеет степень окисления +3 (например, хлорид европия(III) или нитрат европия(III)). Известны также соединения со степенью окисления европия +2, при этом ион Eu+2 является наиболее стабильным двухвалентным ионом лантаноидов в водном растворе. Многие соединения европия флуоресценируют под воздействием ультрафиолетового излучения в результате возбуждения электронов и их перехода на более высокие энергетические уровни.

## Свойства соединений европия
| Формула | Цвет           | Кристаллическая структура | Кристаллографическая группа | No  |
| ------- | -------------- | ------------------------- | --------------------------- | --- |
| EuBr2   | белый          | SrBr2                     | P4/n                        | 85  |
| EuBr3   | серый          | PuBr3                     | Cmcm                        | 63  |
| EuCl2   | белый          | PbCl2                     | Pnma                        | 62  |
| EuCl3   | жёлтый         | UCl3                      | P63/m                       | 176 |
| EuF2    | тёмно-жёлтый   | флюорит                   | Fm3m                        | 225 |
| EuF3    | белый          | LaF3                      | Pnma                        | 62  |
| EuI2    | жёлтый         | моноклинная               | P21/c                       | 14  |
| EuI3    | бесцветный     | BiI3                      | R3                          | 148 |
| EuH2    | тёмно-красный  | PbCl2                     | Pnma                        | 62  |
| Eu(OH)2 | бледно-жёлтый  | орторомбическая           | P21am                       | 26  |
| Eu(OH)3 | бледно-розовый | гексагональная            | P63/m                       | 176 |
| EuO     | фиолетовый     | флюорит                   | Fm3m                        | 225 |
| Eu2O3   | белый          | моноклинная               | C2/m                        | 12  |
| EuS     | чёрный         | флюорит                   | Fm3m                        | 225 |
| EuSe    | чёрный         | флюорит                   | Fm3m                        | 225 |
| EuTe    | чёрный         | флюорит                   | Fm3m                        | 225 |
| EuSO4   | белый          | орторомбическая           | Pnma                        | 62  |

## Неорганические соединения европия

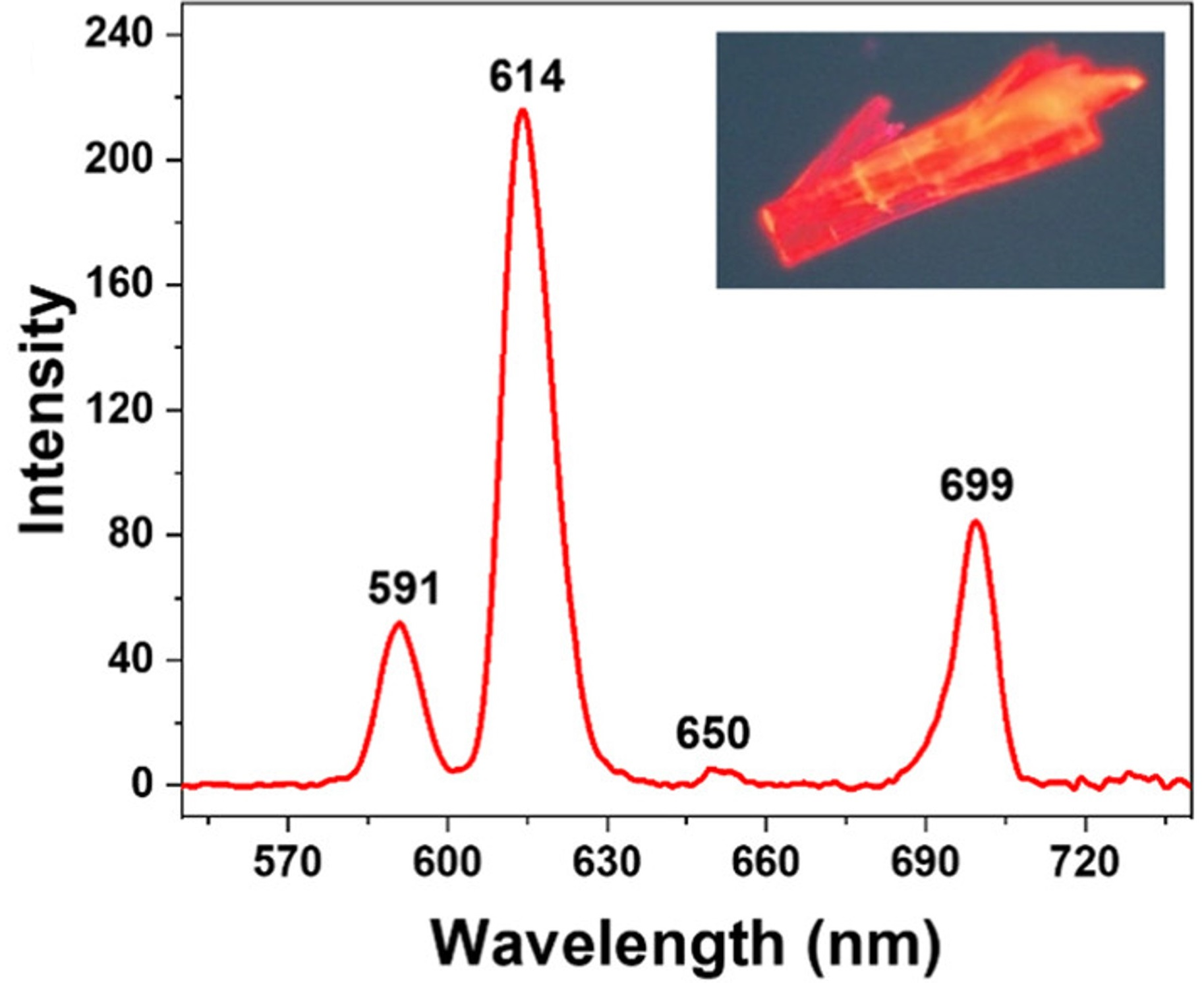
Люминесценция Eu-MOF при ультрафиолетовом излучении на длине волны 280 нм с характерным пиком Eu^{3+} в спектре

### Халькогениды

#### Оксиды
Оксид европия(II) получают восстановлением оксида европия(III) металлическим европием при высоких температурах. Он имеет структуру каменной соли, представляет собой твёрдое вещество насыщенного красного цвета и является ферромагнетиком при температуре −196 °C. Он также может выступить материалом для адиабатического размагничивания (ΔSmag = −143 мг/см3 K). Сульфид европия(II) также ферромагнитен, при этом теллурид европия(II) — антиферромагнитен. Оксид европия(II,III) получают восстановлением оксида европия(III) восстановителями в атмосфере водорода:
{\displaystyle {\ce {2Eu2O3 + 2EuOCl + 2LiH -> 2Eu3O4 + 2LiCl + H2 ^}}}
Оксид европия(III) — наиболее стабильный оксид европия, светло-розовое твёрдое вещество с высокой температурой плавления, которое можно получить путём термического разложения нитрата европия(III). Он реагирует с водой, образуя EuOOH. При реакции растворимых солей европия с аммиаком или гидроксидом натрия может выпасть гидроксид европия(III), но в присутствии полигидроксильных соединений (например, глюкозы) осаждение происходит не полностью. Комплексы Eu(H2O) и Eu(H2O)2 могут быть получены в результате взаимодействия металлического европия с водой в твёрдом аргоне. Eu(H2O) перестраивается в HEuOH, который в дальнейшем разлагается на EuO и H2; Eu(H2O)2 разлагается на Eu(OH)2 и H2.

#### Другие халькогениды
Сульфид европия(III) может быть получен путём разложения Eu(Et2NCS2)3 при температуре 500—600 °C. Сульфид европия(III) также может быть получен разложением тиоцианата европия — Eu(NCS)3; две его кристаллические формы, α-тип и γ-тип, относятся к орторомбической и кубической кристаллическим сингониям соответственно. Сульфид европия(II) получают сульфированием оксида европия(III) при температурах, достаточно высоких для его разложения (~500 °C):
{\displaystyle {\ce {2Eu2O3 + 3H2S ->[t] Eu2S3 + 3H2O}}}
Также известны селениды — селенид европия(II) и селенид европия(III), и теллуриды — теллурид европия(II) и теллурид европия(III). Как правило, их получают путём реакции европия с селеном (при 800 °C) или теллуром (при 500—1000 °C) в вакуумной камере при высоких температурах:
{\displaystyle {\ce {Eu + Se ->[t] EuSe}}}
{\displaystyle {\ce {Eu + Te ->[t] EuTe}}}
Селенид европия(II) также может быть получен путём нагревания оксалата европия(II) с избытком селена в токе водорода (при 800 °C):
{\displaystyle {\ce {EuC2O4 + Se + H2 ->[t] EuSe + H2O + CO2 ^ + CO ^}}}
Оксисульфид европия получают в результате реакции оксида европия(III) с сероуглеродом / аргоном / кислородом низкого давления. Он представляет собой твёрдое вещество триклинной кристаллической сингонии с пространственной группой P3m1 и оптической щелью в 4,4 эВ. Оксиселенид европия и оксителлурид европия получают реакцией оксида европия(III) с селеном или теллуром при 600 °C. Оксиселенид нагревают на воздухе и окисляют до оксиселенита. Аналогичная реакция происходит с оксителлуридом и даёт Eu2TeO6.

### Галогениды

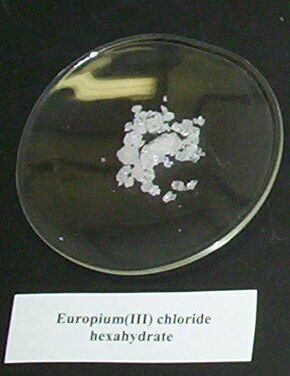
Гексагидрат хлорида европия(III)

Eвропий реагирует со всеми галогенами (X = F, Cl, Br, I):
{\displaystyle {\ce {2Eu + 3X2 -> 2EuX3}}}
Данный способ позволяет получить белый фторид европия(III) (EuF3), жёлтый хлорид европия(III) (EuCl3), серый бромид европия(III) (EuBr3) и бесцветный иодид европия(III) (EuI3).
Европий также образует соответствующие дигалогениды: жёлто-зелёный фторид европия(II) (EuF2), бесцветный хлорид европия(II) (EuCl2), бесцветный бромид европия(II) (EuBr2) и зелёный иодид европия(II) (EuI2).
Европий образовывает все четыре тригалогенида. Они являются сильными электролитами, и все они, кроме фторида, растворимы в воде. Безводные тригалогениды европия получают с помощью реакции оксидов или гидратов галогенидов:
{\displaystyle {\ce {Eu2O3 + 6 NH4Cl -> 2 EuCl3 + 3 H2O + 6 NH3 ^}}}
{\displaystyle {\ce {EuCl3*6H2O + 6 SOCl2 -> EuCl3 + 6 SO2 ^ + 12 HCl ^}}}
Среди них иодид европия(III) может быть получен только в результате реакции оксида европия(III) и иодистоводородной кислоты.
Кроме того, европий образовывает все четыре дигалогенида. Обычно их получают путём восстановления соответствующего тригалогенида европия газообразным водородом или европием:
{\displaystyle {\ce {2EuX3 + H2 -> 2EuX2 + 2HX}}}
Иодид европия(II) также может быть получен прямой обработкой европия иодидом аммония:
{\displaystyle {\ce {Eu + 2NH4I -> EuI2 + 2NH3 + H2}}}
Среди дигалогенидов EuF2 и EuI2 имеют жёлтый цвет, а EuCl2 и EuBr2 — белый, при этом EuCl2 обладает ярко-синей флуоресценцией при ультрафиолетовом облучении.

### Пниктиды
Нитрид европия(III) — это чёрное твёрдое вещество, которое может быть получено реакцией металлического европия в потоке аммиака в корундовых лодочках в трубках из плавленого кварца при температуре 700 °C:
{\displaystyle {\ce {2Eu + 2NH3 ->[t] 2EuN + 3H2}}}
В данной реакции европий окисляется, а водород в аммиаке восстанавливается. Нитрид европия(III) проявляет парамагнетизм Ван Влека и кристаллизуется в структуре каменной соли. Тонкие плёнки редкоземельных нитридов, в том числе нитрида европия(III), склонны к образованию оксидов в присутствии кислорода. Фосфид европия(III) получают из реакции раствора металлического европия в жидком аммиаке с фосфином при температуре −78 °C. При этом выделяется водород и вначале образуется Eu(PH2)2, но затем он разлагается на EuP и PH3.
Кристаллизуется кубически, как хлорид натрия. Чистый фосфид европия(III) также демонстрирует парамагнетизм Ван Влека. Диарсенид европия(II) (Eu2As2), уникален тем, что содержит ион As2−2 вместо иона As3-, в отличие от других арсенидов лантаноидов. Он кристаллизуется в искажённой структуре пероксида натрия, подобно арсениду никеля, и получается в результате реакции европия и мышьяка при температуре 600 °C. Известны также другие арсениды, антимониды и висмутиды европия.

## Органические соединения европия
Европийорганические соединения — класс органических соединений металлов, содержащих связи Eu–C. Циклопентадиенильные комплексы европия были получены реакцией циклопентадиенилнатрия и безводного галогенида европия в тетрагидрофуране:
{\displaystyle {\ce {EuCl3 + 3C5H5Na -> (C5H5)3Eu + 3NaCl}}}.
Бис(тетраизопропилоцен) европия — оранжево-красное твёрдое вещество c температурой плавления 165 °C. Комплекс циклононатетраена и европия(II), который  может быть приготовлен аналогичным способом, в толуольном растворе  флуоресцирует сине-зелёным цветом при 516 нм с явным синим смещением по сравнению с другими органическими комплексами европия(II) с длиной волны при флуоресценции около 630 нм) :
{\displaystyle {\ce {EuI2 + 2 (C5HPr4)Na -> (C5HPr4)2Eu + 2NaI}}}.
Помимо получения европийорганических соединений по реакции ионного обмена, металлический европий также может непосредственно участвовать в других реакциях, например, взаимодействие европия с пентаметилциклопентадиеном приводит к образованию светло-оранжевого бис(пентаметилциклопентадиена) европия, а реакция между циклооктатетраеном и европием даёт бледно-зелёный циклооктатетраен европия.

## Другие соединения
Сульфат европия(II) — сульфат двухвалентного европия, который получают электролизом раствора сульфата европия с ртутью в качестве катода или восстановлением хлорида европия(III) амальгамой цинка, а затем реакцией с серной кислотой. Он реагирует с карбонатом натрия или оксалатом аммония (насыщенным раствором) с получением карбоната европия(II) и оксалата европия(II), соответственно:
{\displaystyle {\ce {EuSO4 + Na2CO3 + xH2O -> EuCO3*xH2O + Na2SO4}}},
{\displaystyle {\ce {EuSO4 + (NH4)2C2O4 + H2O -> EuC2O4*H2O + (NH4)2SO4}}}.
Сульфат европия(III) может быть непосредственно получен реакцией оксида европия(III) с разбавленной серной кислотой в виде гидрата,  дегидратация которого позволяет получить безводную форму. Сульфат европия(III) растворим в воде, растворимость его октагидрата составляет 2,56 г при 20 °C. Известны кристаллогидраты  сульфита европия(III) (Eu2(SO3)3 · nH2O，n = 0, 3, 6) и его осно́вной соли (EuOHSO3 · 4H2O);  при нагревании сульфита в атмосфере монооксида углерода сначала происходит его дегидратация с получением безводной формы, далее  стадии образования Eu2O2SO4, и в заключении образуется  оксисульфид Eu2O2S.
Гидроксид европия(II) получают при реакции металлического европия с концентрированным раствором гидроксида натрия в инертной среде:
{\displaystyle {\ce {Eu + H2O ->[NaOH] Eu(OH)2*H2O v + H2}}}
Гидроксид европия(II) принадлежит к орторомбической кристаллической сингонии. Он разлагается с образованием гидроксида европия(III), бледно-розового твёрдого вещества, которое реагирует с кислотами, образуя соли европия(III):
{\displaystyle {\ce {2Eu(OH)2*H2O -> 2Eu(OH)3 + H2 ^}}}
Гидроксид европия(III) можно получить реакцией европия с водой или реакцией нитрата европия(III) с гексаметилентетрамином при 95 °C или с гидроксидом аммония. Нитрат европия(III) также получают с использованием реакции оксида европия(III) с азотной кислотой и дальнейшей кристаллизации; полученные кристаллы сушат  над 45—55 % серной кислотой, что приводит к получению гексагидрата.
Безводная форма гидроксида европия(III) может быть получена реакцией оксида европия и тетраоксида диазота, а при этом нагревании гидрата  позволяет получить только основную соль EuONO3. Фосфат европия(III) получают реакцией хлорида европия(III) и гидрофосфата аммония (или оксида европия(III) и 5 М фосфорной кислоты) в результате которой моногидрат EuPO4 выпадает из раствора в виде белого осадка. EuPO4· H2O с гексагональной сингонией теряет воду при 600–800 °C и превращается в моноклинный безводный фосфат европия(III). Оксид европия(III) реагирует с оксидом мышьяка(V) с получением арсената европия(III), который представляет собой бесцветные кристаллы со структурой ксенотима.

## Применение
Соединения Eu3+ при возбуждении могут излучать красный свет. Например, оксид европия(III) используется в телевизионных трубках, а легированный европием оксисульфид иттрия (Y2O2S:Eu3+) — в качестве люминофора. Кроме того, чернила, содержащие комплексные соединения европия(III), бесцветные в видимом свете, но флуоресцирующие красным цветом под действием ультрафиолета, могут применяться для скрытой маркировки товаров  с целью борьбы с различного вида подделками.
Тонкие слои оксида европия(II), нанесённые на кремний, изучаются на предмет их использования в качестве спиновых фильтров. Материалы спиновых фильтров пропускают только электроны определённого спина, блокируя электроны противоположного спина. Интерес к синтезу оксида европия(II), а также сульфида европия(II) обусловлен потенциалом их применения в качестве материалов окон лазеров, изолирующих ферромагнитов, ферромагнитных полупроводников, а также магнитостойких, оптомагнитных и люминесцентных материалов. Сульфид европия(II) использовался в эксперименте, в котором были получены доказательства существования фермионов Майораны, имеющих отношение к квантовым вычислениям и производству кубитов.
Eu(OC(C(CH3)3)CHC(O)C3F7)3 (сокращённо — Eu(fod)3, где лиганд «fod» представляет собой анион коммерчески доступного 6,6,7,7,8,8,8-гептафтор-2,2-диметил-3,5-октанедиона), являясь кислотой Льюиса,  служит катализатором в органическом синтезе, в частности, в  стереоселективных реакциях Дильса — Альдера и альдольного присоединения. Например, Eu(fod)3 катализирует циклоконденсацию замещённых диенов с ароматическими и алифатическими альдегидами, приводящую к  получению дигидропиранов с высокой селективностью образования эндо-изомера.

## Галерея
Соединения европия

## Комментарии
1. ↑  Обладает ярко-синей флуоресценцией при УФ-излучении'"`UNIQ--ref-0000000F-QINU`"'.